# Musai
Musai is een bestuurslaag in het regentschap Lingga van de provincie Riau-archipel, Indonesië. Musai telt 471 inwoners (volkstelling 2010).